# 上卿
上卿，中國古代官名。
春秋战国时期，诸侯国都有卿，分上、中、下级。上卿相当于宰相，位在大夫之上。
《左传·成公三年》：“次国之上卿，当大国之中，中当其下，下当其上大夫。小国之上卿，当大国之下卿，中当其上大夫，下当其下大夫。”